# ケプラー7b
ケプラー7bは、NASAの探査機ケプラーによって最初に発見された5個の太陽系外惑星のうちの1つである。質量は木星の半分以下であるが、半径は50％近くも大きいという特徴を持つ。そのため、密度は木星の7分の1以下で0.166 g/cm3と発泡スチロールやコルク程度しかない。
ケプラー7bはケプラー7の周りを公転している。